# Ланской, Николай Павлович
Николай Павлович Ланской (ок. 1833 — после 1873) — русский военный, художник. Автор портретов членов семьи Пушкиных-Ланских.

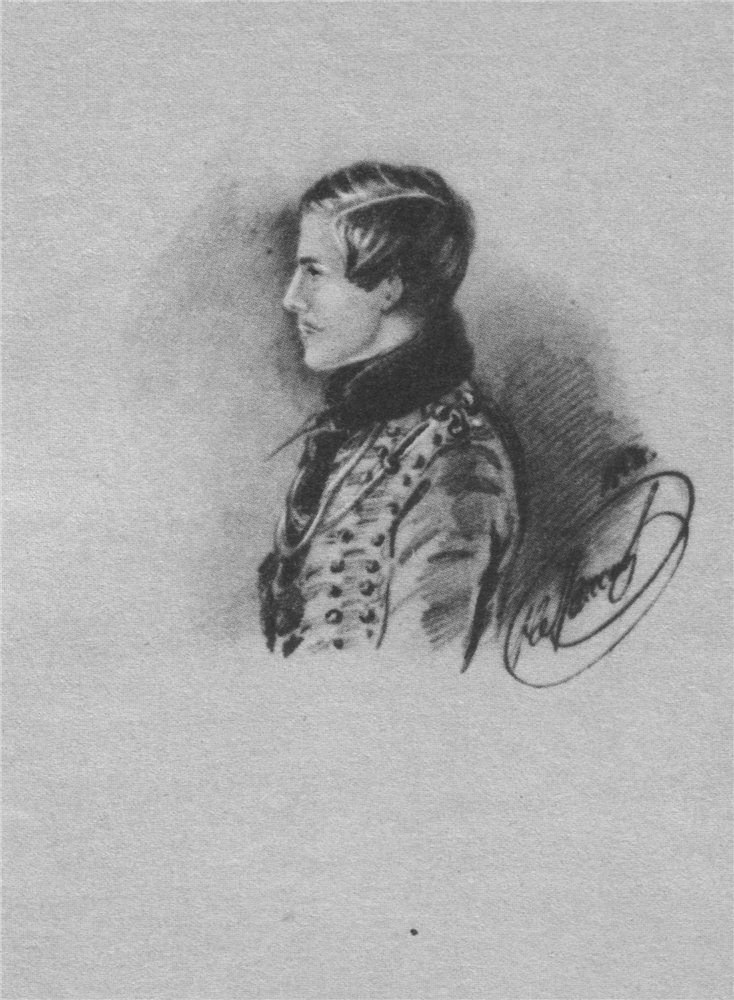
Николай Павлович Ланской, автопортрет

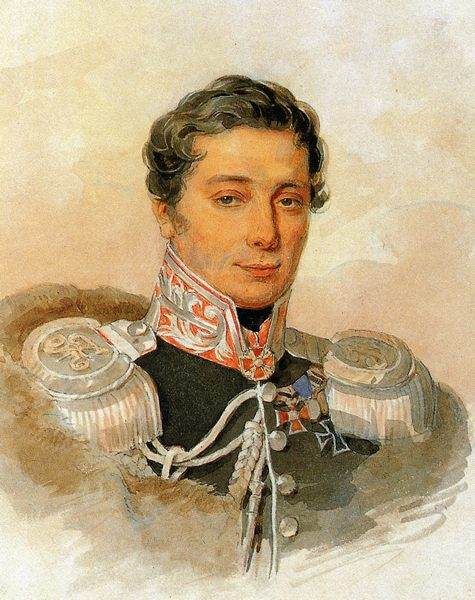
Павел Петрович Ланской — отец Николая

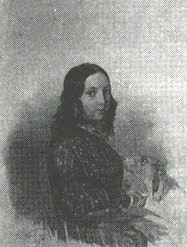
Надежда Николаевна — мать Николая на рисунке К. А. Горбунова (1841)

## Биография
Николай Павлович родился в 1832—1833 г. Он принадлежал к древнему дворянскому роду Ланских. Его отец Павел Петрович Ланской приходился родным братом Петру Петровичу Ланскому, второму мужу Н. Н. Гончаровой — Пушкиной. Таким образом Николай Ланской приходился Н. Гончаровой сыном деверя.
Его отец начал военную карьеру в Кавалергардском полку. Участник Отечественной войны 1812 года, в том числе Бородинского сражения. На момент рождения сына служил командиром Образцового кавалерийского полка. Мать Надежда Николаевна Маслова (в первом браке Полетика) заслужила репутацию дамы эмоциональной, эксцентричной искательницой бурных страстей. Сложные взаимоотношения между родителями закончились их полным разрывом и в 1842 году Надежда Николаевна покинула Россию, оставив мужу на воспитание двух малолетних сыновей.
Дядя Николая — Петр Петрович Ланской знакомит свою будущую жену — вдову А. С. Пушкина Наталью Николаевну Гончарову со своим племянником, с этого момента его жизнь неразрывно связана с семьей его дяди, Н. Гончаровой и детьми А. С. Пушкина. Наталья Николаевна, трогательно отнеслась к юному Николаю и приняла в его судьбе деятельное участие.
К этому времени у Николая проявляется художественный талант. Мальчик любит рисовать и его одними из первых персонажей становятся Н. Гончарова и ее дети.
Первые сохранившиеся портреты датируются 1844 годом, в том числе портрет Натальи Николаевны, выполненный в июле этого года, за две недели до ее свадьбы с генералом Ланским.
Павел Петрович Ланской, по уже сложившейся традиции отдает сына на учебу в Пажеский корпус где он обучается вместе с сыновьями А. С. Пушкина. Каникулы они также проводят вместе, посещая усдьдбу в Михайловском, совершают поездки в расположенный неподалёку Ковно. По окончании Пажеского корпуса Николай начинает свою военную карьеру в лейб-гвардии Конном полку, став однополчанином своего дяди Павла Петровича. Свою военную карьеру он закончил в чине полковника, уйдя в отставку по состоянию здоровья.

Увлечение Николая Ланского рисованием вылилось в создание портретов родственников и друзей А. С. Пушкина, многие изображения уникальны и имеют не только художественное, но и историческое значение.
Сохранились свидетельства о выполненных Николаем Ланским портретах самого А. С. Пушкина. В частности, И. В. Анненков в письме брату Павлу из Петербурга 19 мая 1851 года упоминает о создаваемом Николаем Ланским портрете А. С. Пушкина на камне, в возрасте 12 лет. Портрет предназначался для подготавливаемого ими первого издания биографии и собрания сочинений поэта.

«…Когда я объявил, что беру на себя печатание, то все единодушно обрадовались тому, что его буду делать я, а не какой-нибудь книгопродавец; все изъявили готовность помогать мне всеми возможными средствами, а именно: Вяземский, Плетнев, Соболевский, Виелгорский и много им подобных… Ланского племянник (Николай Павлович) рисует мне на камне портрет Пушкина, когда ему было 12 лет. — И много, много еще я мог бы тебе насчитать вещей, которые все были взвешены, когда я брался за дело…»
К началу 70-х годов в связи с ухудшением здоровья Николай Ланской уезжает в Неаполь, где проживала его мать. Вскоре к разбитому параличом Николаю приезжает его отец, который и умер 26 января в Неаполе в 1873 году.
 А через год 6 июня 1874 года умирает и его мать. О дальнейшей судьбе Николая Павловича Ланского, также как и о его семейном положении сведений нет.
Основная часть художественного наследия Николая Павлович Ланского хранится в Литературном музее имени А. С. Пушкина в Бродзянах, несколько рисунков (Ковно 1849 г.), созданных во время летних каникул в период обучения в Пажеском корпусе, хранились в дворянском семейном альбоме нижегородских родственников А. С. Пушкина.

## Бродзянское собрание портретов семьи Пушкиных — Ланских

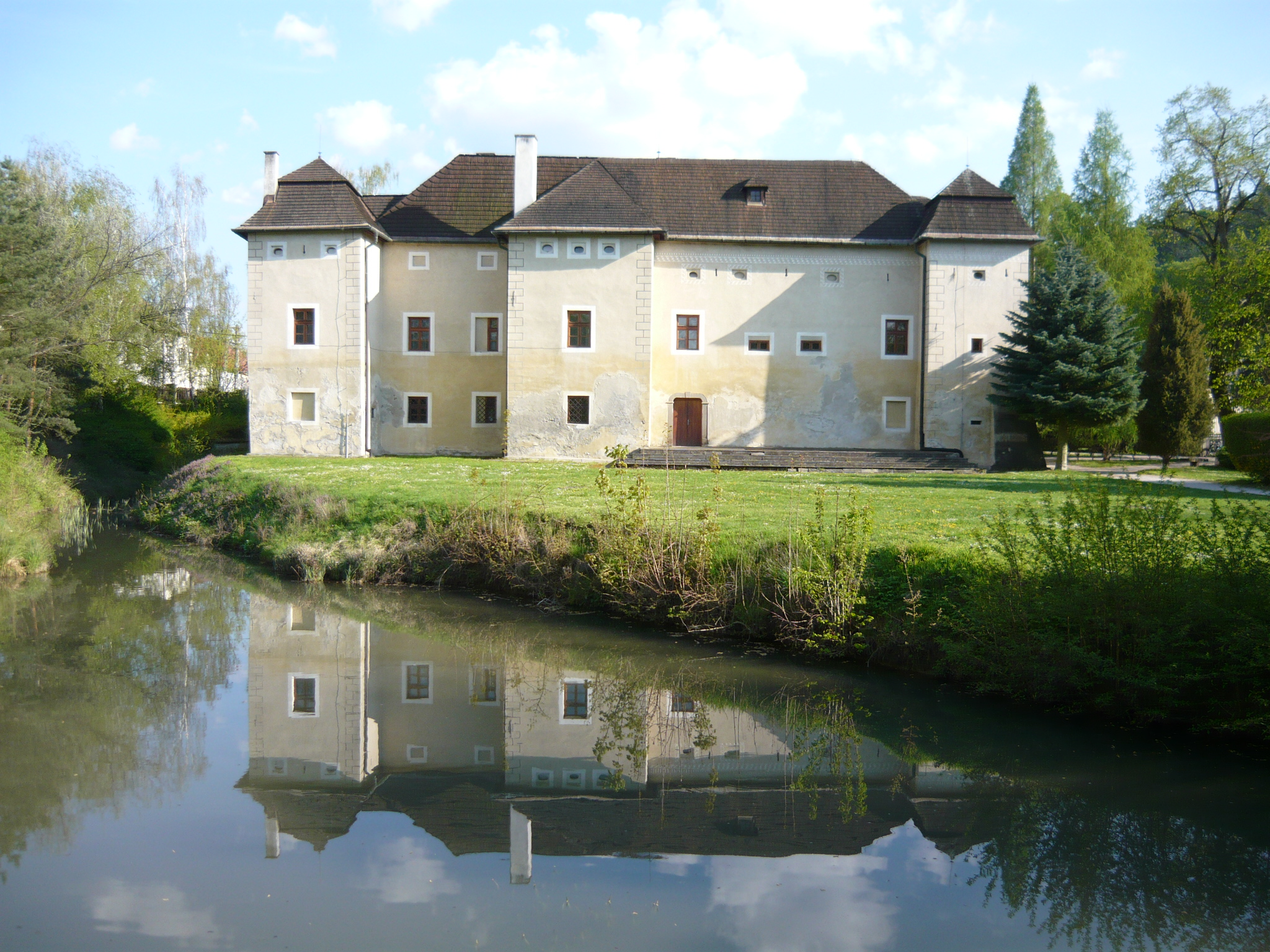
Литературный музей имени А. С. Пушкина в Бродзянах.

Николай Павлович Ланской известен, прежде всего, как автор рисунков семьи Пушкиных-Ланских. Серия рисунков, связанных с близкими А. С. Пушкина, была обнаружена в имении семейства Фризенгоф и в настоящее время представлена в экспозиции Словацкого Литературного музея имени А. С. Пушкина в Бродзянах. Впервые они были опубликована Л. П. Февчук во «Временнике пушкинской комиссии. 1971» (Л.: Наука, 1973).
Основу бродзянской коллекции пушкинских материалов составляют графические портреты, выполненные Николаем Павловичем Ланским.
История собрания рисунков связана с сестрой Н. Н. Гончаровой — Александрой Николаевной Гончаровой. В 1852 году она вышла замуж за барона Густава Фризенгофа и уехала с мужем в Австрию где они проживали в Вене и в своем имении Бродзянах, территория которая в наше время входит в состав Словакии. В сохранившемся обширном архиве с письмами и документами содержались и рисунки, выполненный Н. Ланским.
Длительное время архив как семейное достояние был закрыт для публичного доступа. В 1979 году в Бродзянском замке был основан центр по изучению творчества Пушкина и русской культуры. В нём развернуты обширные музейные экспозиции часть которых и составляют рисунки Н. Ланского.
Общественному доступу рисунки стали благодаря усилиям Н. А. Раевского — автора работ о Пушкине и его времени, посетившего Бродзяны в 1938 году по приглашению владельца замка правнука Александры Николаевны графа Георга Вельсбурга. Ему была предоставлена возможность ознакомиться с небольшим, в зелёном сафьяновом переплете, альбомом А. Н. Гончаровой с многочисленными портретными зарисовками.
Среди них портреты жены и детей Пушкина, неизвестные ранее портреты братьев Гончаровых, сделанные в конце 1851 — первой половине 1852 года. Часть рисунков подписаны самим художником «N. Lanskoy» «Н. Ланск» с упоминанием изображенного персонажа, другие — не подписанные требуют отождествления.

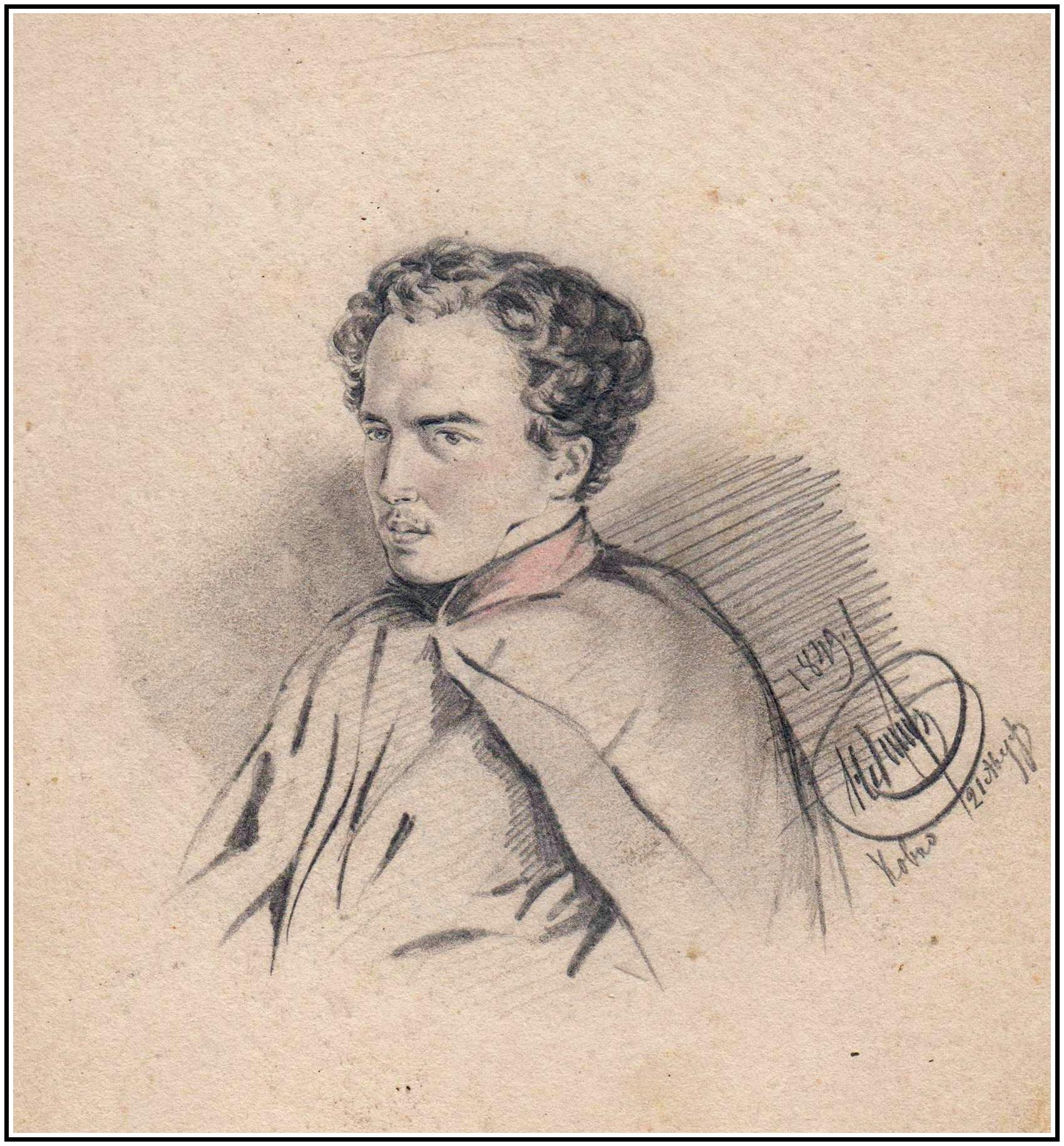
Неотождествленный портрет с пушкинской внешностью (А. А. Пушкин?) выполнен 21 августа 1849 года в Ковно, во время летних каникул в период обучения в Пажеском корпусе.

Изображенные персонажи имеют сходство с оригиналами.
Рисунки свидетельствую о художественном таланте Н.Ланского, хотя он и считал себя любителем.

Среди бродзянских «пушкинских» материалов подавляющее большинство портретных зарисовок принадлежит карандашу Николая Павловича; его точные, правдивые, немного сухие рисунки графитным карандашом очень грамотного художника-любителя не вызывают сомнений в сходстве с оригиналом.

Карандаш очень уверенный, довольно искусная расцветка акварелью, сходство большое.

Всего альбом содержал 29 портретов — на отдельных листах, из них 15 портреты членов семьи Пушкиных, Гончаровых и Ланских. Среди них Н. Н. Ланская, её дети от обоих браков, в том числе двоюродных сестер — маленьких дочерей П. П. Ланского, будущих Елизавету Бибикову и Софью Шипову, запечатленных в возрасте 4 и 6 лет, портреты своего дяди — генерала П. П. Ланского, братьев Александры Николаевны — Дмитрия, Ивана и Сергея Николаевича.
Рисунки, за исключением одного, датированного концом 1851 года, созданы в 1852 году, что вероятно было связано с намечавшимся отъездом Александры Николаевны за границу. Особую ценность представляют портреты детей поэта, так как других их изображений в этом возрасте не сохранилось.
Остальные изображения датировались в интервале в 1851—1857 годов. Среди них портреты барона Густава Фризенгофа, его сына от первого брака Григория и трехлетней дочери Натальи, сделанные в Вене в 1857 году, изображения петербургских знакомых Александры Николаевны: неподписанный портрет князя П. А. Вяземского, генерала князя Н. А. Орлова и других. Интересен портрет португалки — графини Юлии Павловны Строгановой, урождённой д’Альмейда, с её подписью: «Julie comtesse Stroganoff — ce jour heureux».

## Галерея

Галерея работ Николая Павловича Ланского
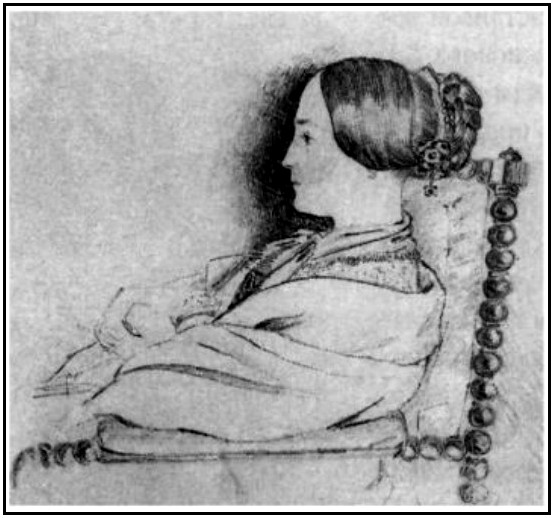
Н. Н. Пушкина-Ланская. 1844
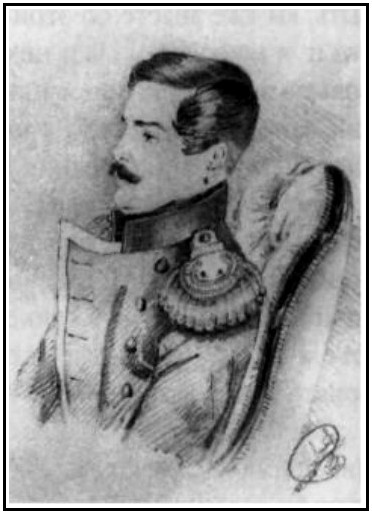
П. П. Ланской. 1844
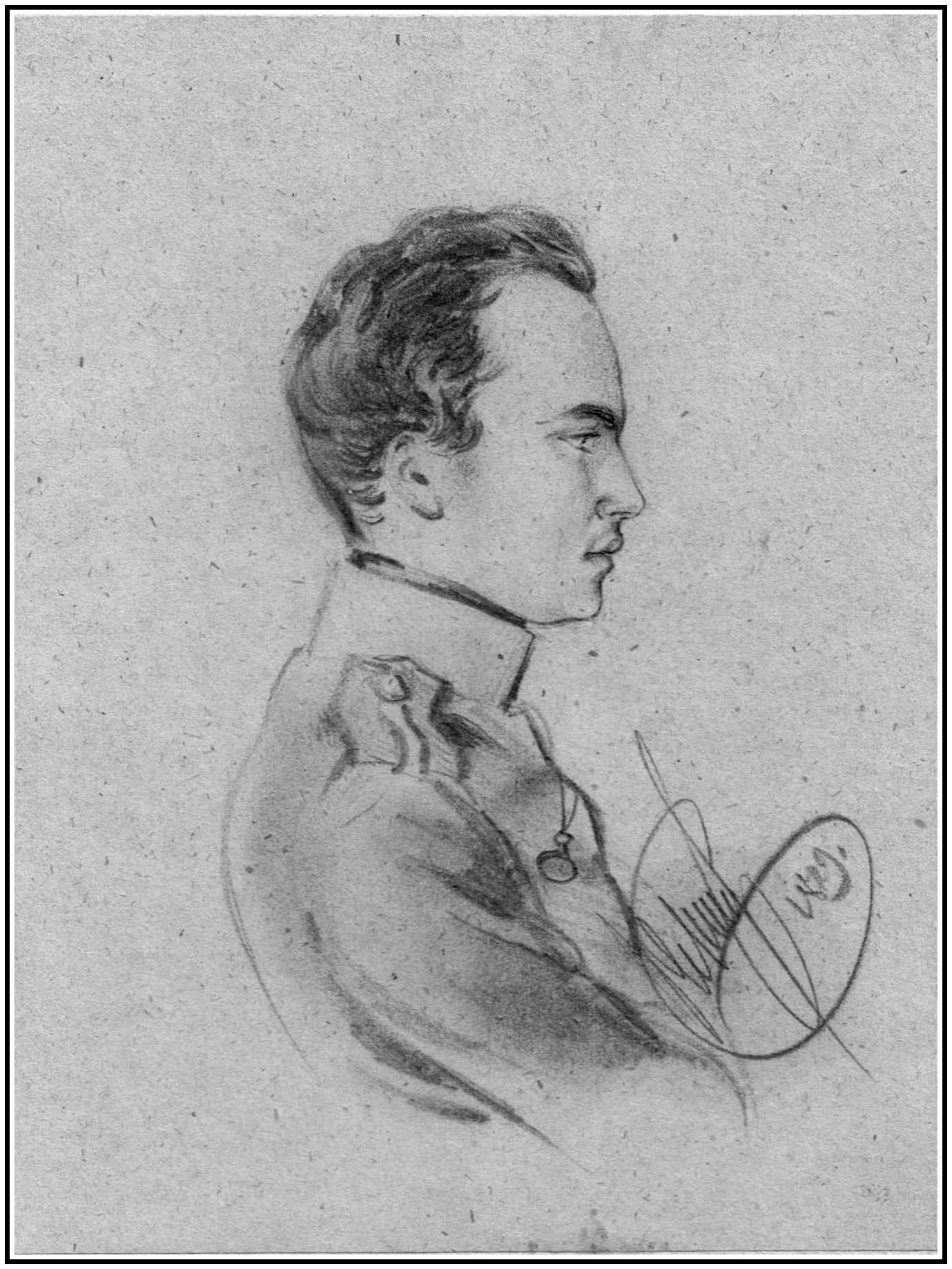
Неотождествленный портрет военного. 1849
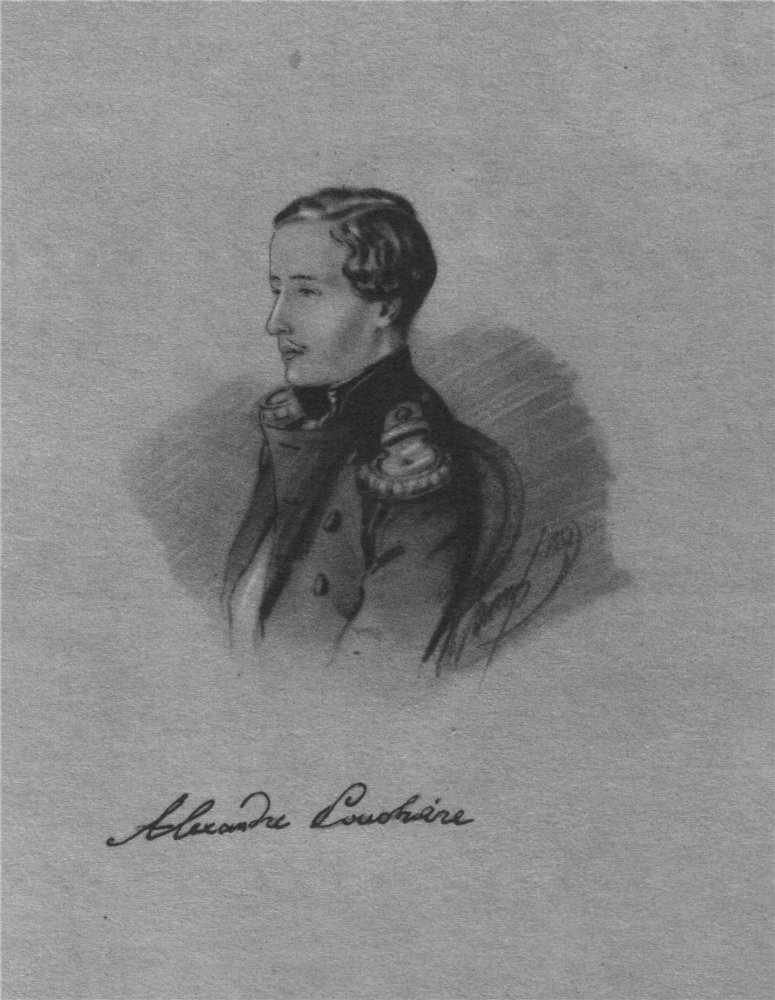
А. А. Пушкин. 1851
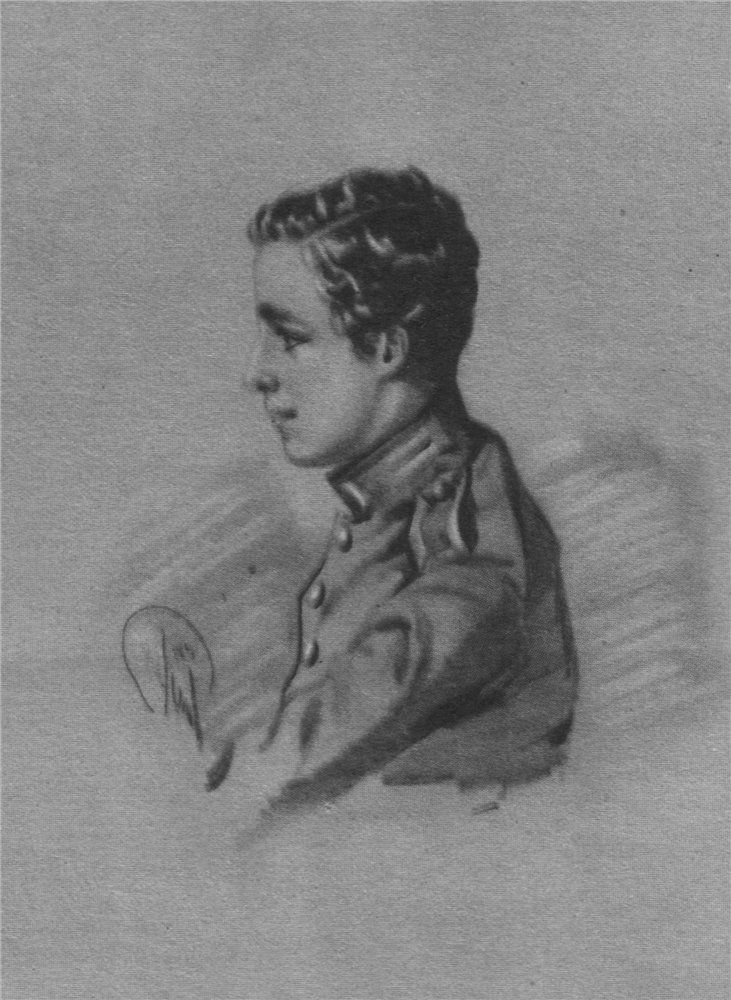
Г. А. Пушкин. 1851
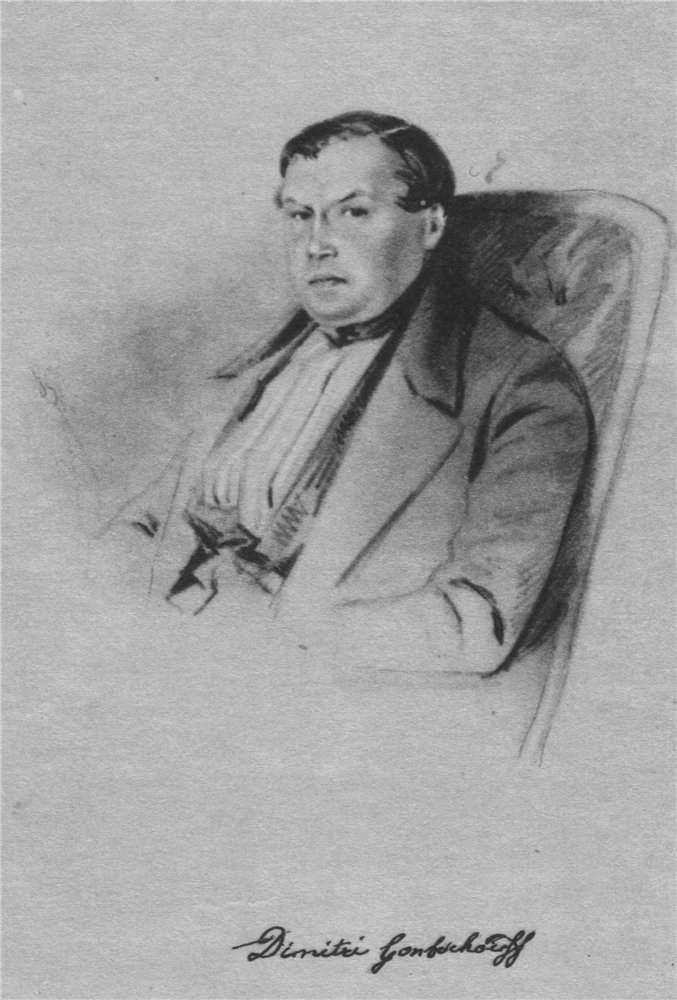
Д. Н. Гончаров. 1852
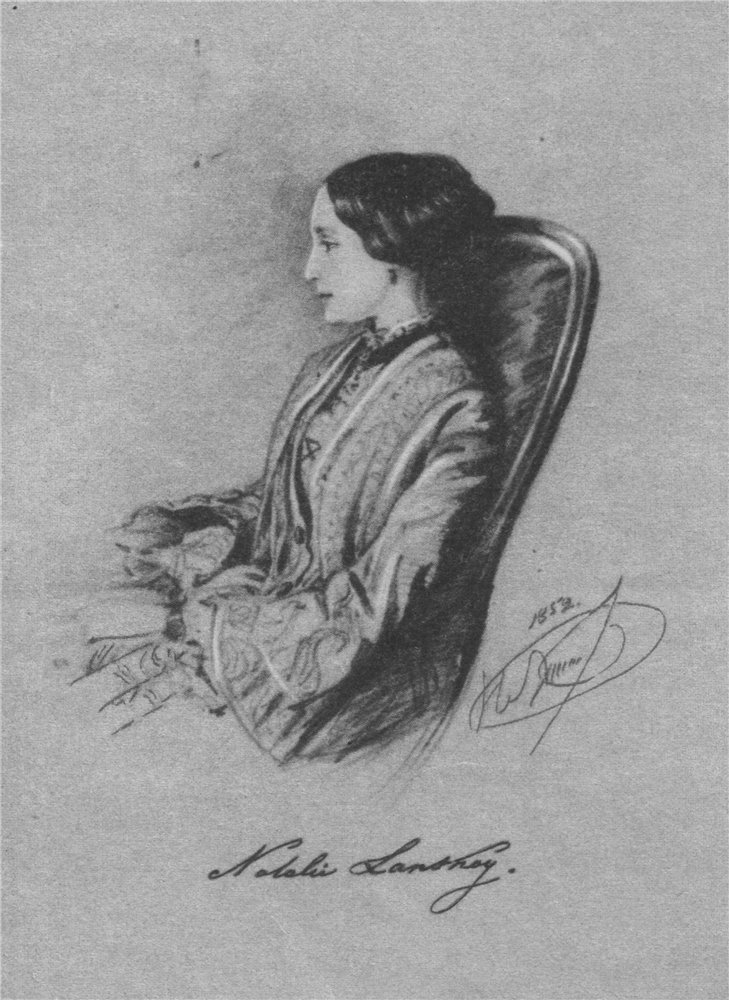
Н. Н. Пушкина-Ланская. 1852
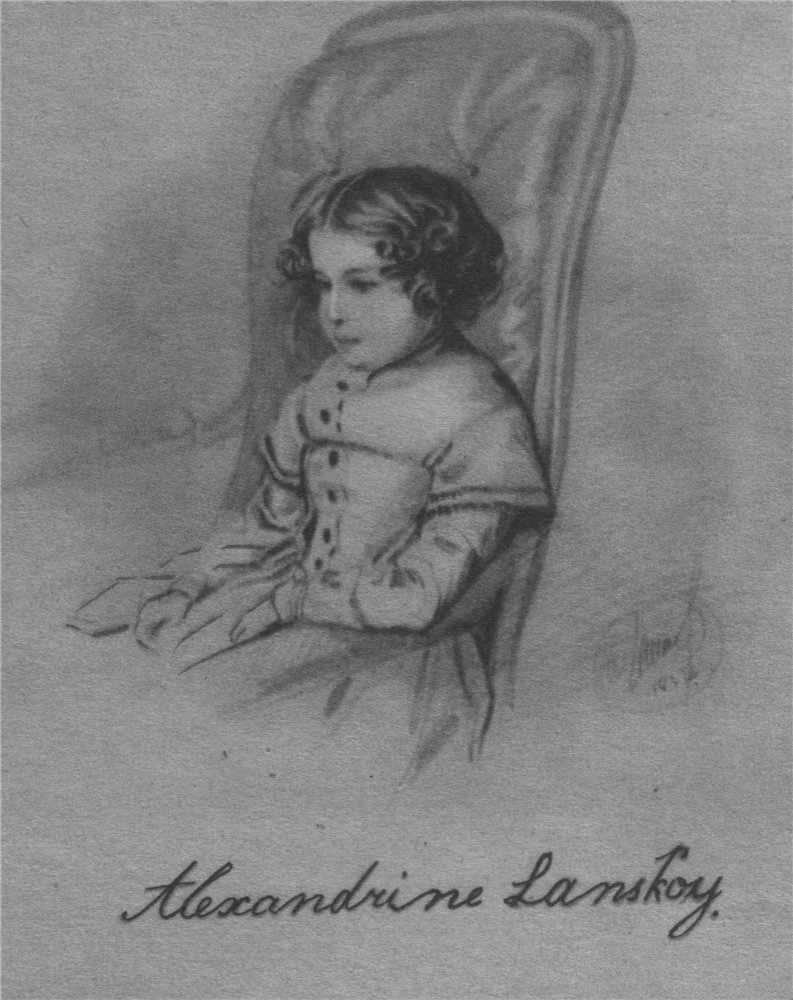
А. П. Ланская. 1852
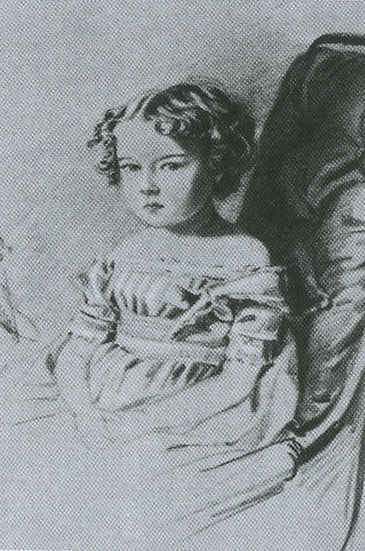
Е. П. Ланская. 1852
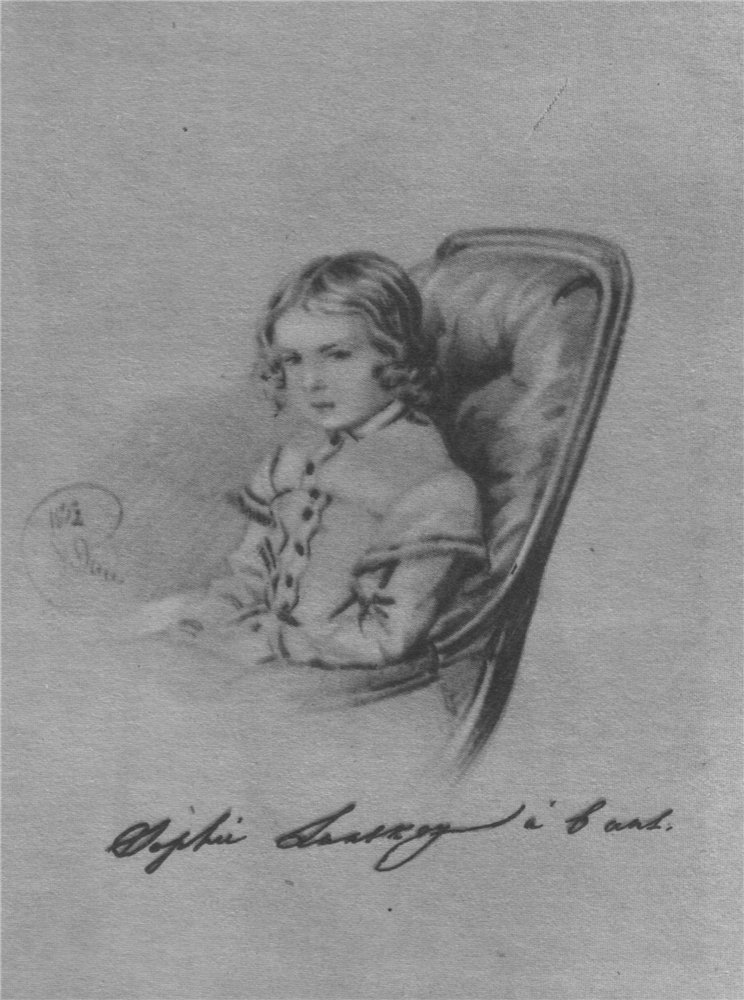
С. П. Ланская. 1852
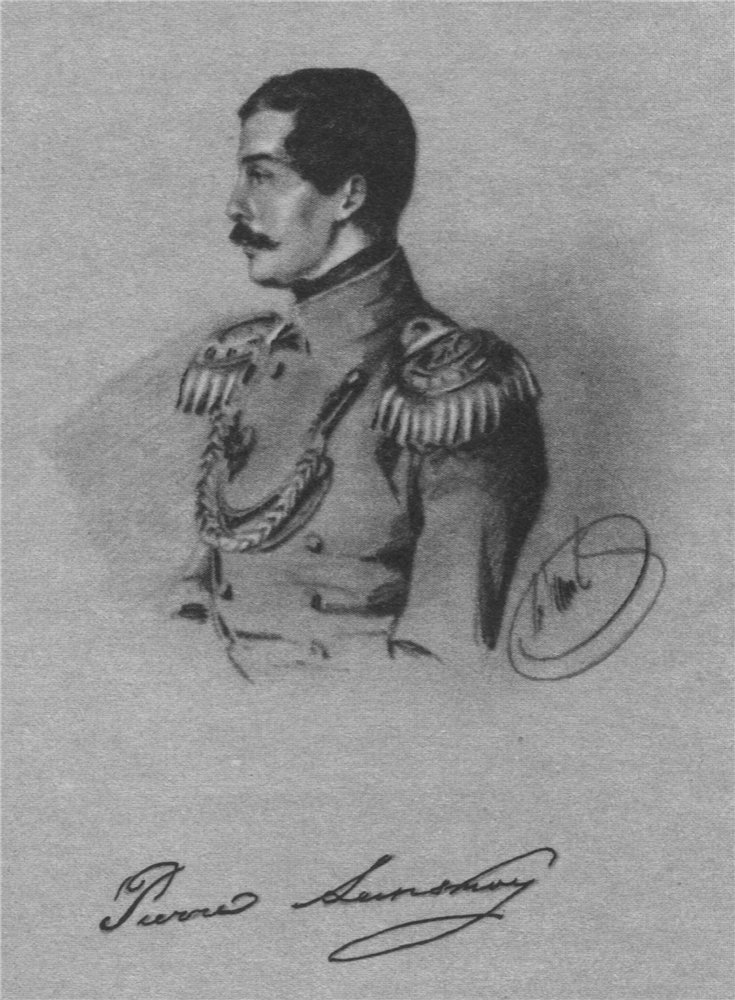
П. П. Ланской. 1852
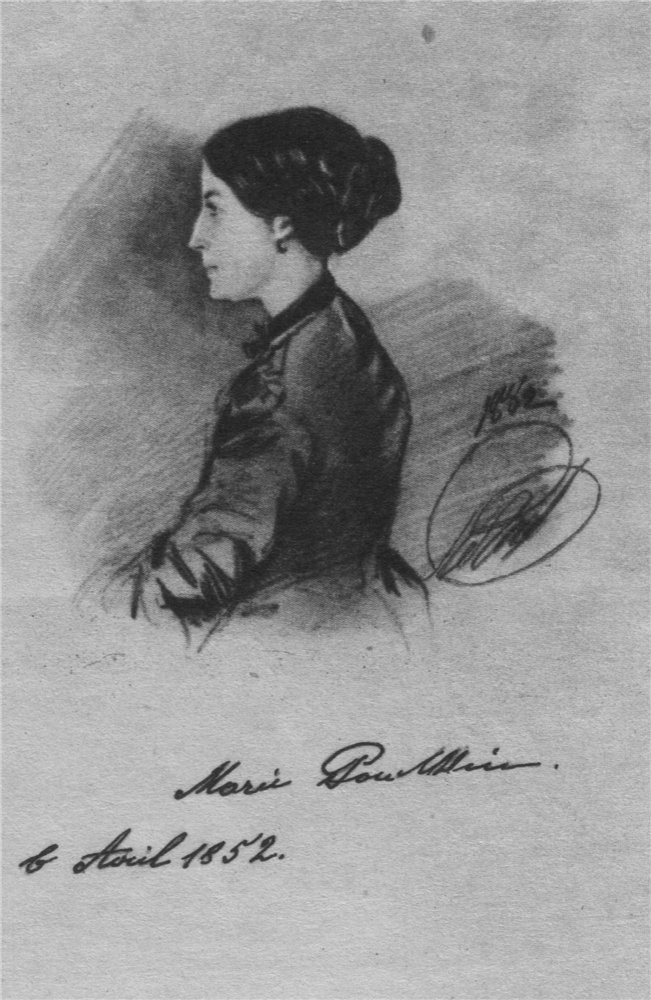
М. А. Пушкина (Гартунг). 1852
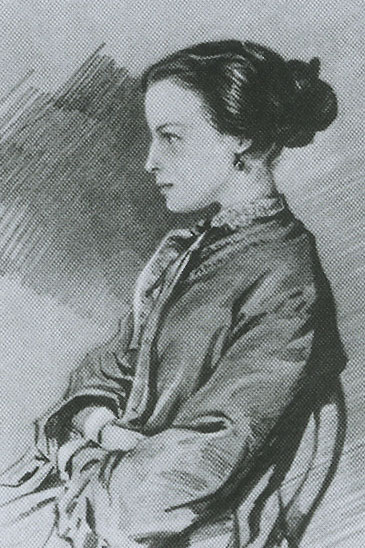
Н. А. Пушкина. 1852